# Kud Wafter
Kud Wafter (クドわふたー, Kudo Wafutā) est un visual novel eroge japonais développé par Key, sorti le 25 juin 2010 sous la forme d'un DVD utilisable sous Windows. Il s'agit du huitième jeu de ce type créé par Key. Le scénario du jeu est centré sur Kudryavka Noumi alias « Kud » (クド, Kudo), l'un des personnages du jeu Little Busters!. Le jeu offre le choix entre plusieurs scénarios prédéterminés contenant des interactions. L'histoire suit la vie de Riki Naoe et de Kudryavka, alors qu'ils commencent à se fréquenter et à avoir une relation amoureuse.
Kud Wafter est un spin-off de Little Busters! Ecstasy qui était lui-même une extension du jeu original Little Busters! de Key. Kudryavka est un des personnages principaux de Little Busters! et Ecstasy. Kud Wafter est le prolongement de l'histoire de Kudryavka dans Ecstasy, et a été écrit par Chika Shirokiri. Na-Ga et Itaru Hinoue sont les directeurs artistiques du jeu. Une adaptation en manga illustrée par Bakutendō a été publiée à partir de mai 2010 dans le magazine Dengeki G's Magazine édité par ASCII Media Works. L'édition limitée de Kud Wafter s'est classée première des ventes de jeux PC au Japon en juin 2010.

## Système de jeu
Le gameplay de Kud Wafter demande peu d'interaction avec le joueur, qui passe la plupart du jeu à lire le texte qui apparaît à l'écran et qui représente soit des dialogues entre personnages, soit les pensées du héros. De temps en temps apparaît un « point de décision » où le joueur peut choisir entre différentes options apparaissant à l'écran, généralement deux ou trois. Le temps entre deux de ces points est variable, et à chaque point, le jeu se met en pause en attendant que le joueur prenne une décision. Celle-ci oriente le scénario du jeu dans l'une ou l'autre direction. Pour voir tous les scénarios possibles en entier, le joueur doit donc recommencer le jeu plusieurs fois et prendre des décisions différentes. Au cours du jeu, le joueur débloque des scènes hentai où on voit Riki et Kudryavka ayant des relations sexuelles.

## Histoire et personnages
Les personnages principaux de Kud Wafter sont Riki Naoe (直枝 理樹, Naoe Riki) qui était aussi le héros de Little Busters! et Little Busters! Ecstasy, et Kudryavka Noumi (能美 クドリャフカ, Nōmi Kudoryafuka) qui était l'un des principaux personnages féminins de Little Busters!. Le jeu continue l'histoire de Kudryavka dans Little Busters! Ecstasy, qui continuait déjà celle de Little Busters!. Kud Wafter commence au début des vacances d'été après les événements de la sortie scolaire de Little Busters!. Les autres membres des Little Busters sont rentrés chez eux pour les vacances, laissant Riki et Kudryavka à l'internat du lycée. Cependant, l'internat des garçons est en travaux à la suite de problèmes de plomberie, et Riki n'a pas d'endroit où dormir. Kudryavka, qui est seule dans sa chambre, propose à Riki d'emménager avec elle jusqu'à la fin des travaux, et Riki accepte. Riki et Kudryavka doivent cacher cela aux autres internes, car il est interdit par le règlement qu'un garçon et une fille partagent la même chambre.
Parmi les autres internes se trouve une fille nommée Yuuki Himuro (氷室 憂希, Himuro Yūki), que Kudryavka connaît car elles ont été camarades de chambre dans le pays d'origine de Kudryavka. Yuuki est à moitié japonaise, un quart allemande et un quart russe. Elle préside le club de sciences de l'école et est venue au lycée dans le cadre d'un échange culturel. Yuuki est toujours occupée par d'étranges projets de recherches et apparaît comme une surdouée. La présidente de l'internat des filles est Kanata Futaki (二木 佳奈多, Futaki Kanata), le seul personnage principal à part Riki et Kudryavka qui vient de Little Busters!. Kanata est amie avec Kudryavka, mais elle s'inquiète de sa relation avec Riki. Kanata a succédé à la précédente présidente de l'internat, une élève de troisième année qu'on appelle « A-chan » (あーちゃん). Depuis que cette dernière a quitté son poste, le règlement de l'internat des filles est plus souple, mais elle aide toujours Kanata à faire son travail. A-chan est aussi la présidente du club d'économie domestique dont Kudryavka est membre. Elle aime s'intéresser aux choses étranges.
Une autre jeune fille, Shiina Arizuki (有月 椎菜, Arizuki Shiina), veut gagner un concours de fusées à eau, et elle devient l'amie de Kudryavka et Riki en cherchant une bonne bouteille en plastique. Shiina est gaie et énergique et n'est pas du tout timide vis-à-vis des inconnus. Elle a un chien Welsh Corgi[Lequel ?] qu'elle appelle Ōsumi. Elle rêve de devenir astronaute mais sa famille s'y oppose. Sa mère est auteur de livres illustrés, et elle a une grande sœur, Ui Arizuki (有月 初, Arizuki Ui), qui est en deuxième année et qui est aussi à l'internat bien que sa maison soit proche du lycée. Ui est une fille réaliste qui ne croit pas aux rêves. Elle est avare et travaille à mi-temps dans un restaurant. Ui jouait à la crosse, mais elle a dû s'arrêter après avoir été blessée.

## Développement et sorties
Après la sortie de Little Busters! Ecstasy en 2008, Key a décidé de faire un spin-off du jeu centré sur le personnage de Kudryavka Noumi. Le planning du projet a été fait par Kai qui revenait chez Key, où sa dernière contribution était le scénario de Clannad sorti en 2004. Chika Shirokiri est également revenu après son travail sur Little Busters!, pour lequel il avait écrit le scénario de Kudryavka. Na-Ga et Itaru Hinoue ont été les directeurs artistiques et les créateurs des personnages ; ils avaient tous les deux déjà travaillé sur Little Busters!. Jun'ichi Shimizu, qui a rejoint Key pour ce projet, a composé la musique sous la direction de Jun Maeda.
Kud Wafter est d'abord sorti au Japon le 25 juin 2010 en édition limitée jouable sous Windows sous forme d'un DVD. Cette édition contenait également la bande originale du jeu et une démo du neuvième jeu de Key, Rewrite. Takahiro Baba, le directeur de VisualArt's qui publie Kud Wafter, a annoncé sur Twitter en avril 2010 que 100 000 exemplaires de la version initiale seraient produites. Pour faire la publicité de Kud Wafter, Good Smile Company a emprunté la Honda Fit de Shinji Orito pour en faire une itasha (une voiture décorée de personnages anime) avec des images de Kudryavka. La voiture a été présentée un peu partout au Japon du 19 avril au 26 juin 2010. Elle a ensuite été mise aux enchères sur Yahoo! le 25 juin 2010 au prix initial d'un yen, et a été vendue pour 1 699 000 yens.

## Musique
Le visual novel a deux thèmes principaux : le générique d'ouverture One's Future de Miyako Suzuta qui double également Kudryavka, et le générique de fin Hoshikuzu (星屑, « Poussière d'étoiles ») de Haruka Shimotsuki. Une autre chanson chantée par Miyako Suzuta, Seishuka (星守歌), apparaît également dans le jeu. Un single de One's Future est sorti le 23 avril 2010 au Japon sous le label Key Sounds Label. Il contient également trois autres versions de One's Future : un remix intitulé Let's Go Kud! ver., une version instrumentale, et une version instrumentale avec le refrain. La musique de fond Adagio for Summer Wind apparaît également dans le single. La bande originale de Kud Wafter est sortie le 25 juin 2010 avec la version originale du jeu. Elle contient 24 pistes : 20 musiques de fond, une version a cappella de Seishuka, un remix de One's Future sous-titré Rock Band Mix, et les versions originales de Hoshikuzu et de Seishuka.

## Adaptations

### Manga
Un manga intitulé Kud Wafter a commencé à paraître en mai 2010 dans le magazine Dengeki G's Magazine édité par ASCII Media Works. Même s'il est paru avant le visual novel, le manga suit la même histoire que le jeu, et est dessiné par le mangaka Bakutendō. Le premier volume d'une anthologie de manga, Kud Wafter Comic Anthology, est sorti chez Ichijinsha en août 2010 ; le second volume est sorti en octobre 2010. Une anthologie de yonkoma, Kud Wafter 4-koma Maximum, a été publiée par Wedge Holdings en septembre 2010. Harvest a publié Kud Wafter Anthology Comic en novembre 2010. Paradigm a publié une anthologie de romans, Kud Wafter Anthology: It's Kud Wafter!, en septembre 2010 ; Harvest en a publié une autre, Kud Wafter Anthology Novel, en novembre 2010.

## Réception critique
De la mi-mai à la mi-juin 2010, Kud Wafter s'est classé en tête des précommandes de jeux PC au Japon. L'édition limitée de Kud Wafter s'est classée première des ventes de jeux PC au Japon en juin 2010 ; de plus, il a été annoncé que Kud Wafter enregistrait le plus grand nombre d'exemplaires vendus tous jeux PC confondus au Japon pour le premier semestre 2010. Dans certains magasins de Akihabara, Kud Wafter a été vendu à minuit le jour de sa sortie, ce qui n'est pas très courant pour les ventes de jeux à Akihabara.